# Engelhardia
Engelhardia, rod drveća iz porodice orahovki, dio je potporodice Engelhardioideae. Postoji 13 priznatih vrsta (dvije nove vrste otkrivene su 2022.) rasprostranjenih po Kini i tropskoj Aziji

## Vrste
1. Engelhardia anminiana H.H.Meng; sp. nov.
2. Engelhardia apoensis Elmer
3. Engelhardia borneensis H.H.Meng; sp. nov.
4. Engelhardia danumensis E.J.F.Campb.
5. Engelhardia hainanensis P.Y.Chen
6. Engelhardia kinabaluensis E.J.F.Campb.
7. Engelhardia mendalomensis E.J.F.Campb.
8. Engelhardia mersingensis E.J.F.Campb.
9. Engelhardia mollis Hu
10. Engelhardia rigida Blume
11. Engelhardia roxburghiana Wall.
12. Engelhardia serrata Blume
13. Engelhardia spicata Lesch. ex Blume